# Otse, Central
Otse är en ort (village) i distriktet Central i Botswana. 